# Lê Quang Tùng
 Lê Quang Tùng (sinh năm 1971) là một chính khách Việt Nam. Ông hiện là Uỷ viên Ban Chấp hành Trung ương Đảng cộng sản Việt Nam khoá XIII, Uỷ viên Uỷ ban thường vụ Quốc hội, Tổng Thư ký Quốc hội, Chủ nhiệm Văn phòng Quốc hội., nguyên Bí thư Tỉnh uỷ Quảng Trị.

## Lý lịch và học vấn
Lê Quang Tùng sinh ngày 30 tháng 10 năm 1971, quê quán xã Vượng Lộc, huyện Can Lộc, tỉnh Hà Tĩnh.
Trình độ chuyên môn: Kỹ sư cơ khí giao thông. Sau đại học: Nghiên cứu phát triển, Kỹ nghệ công nghiệp
Trình độ lý luận chính trị: Cao cấp

## Sự nghiệp

### Bộ Lao động-Thương binh và Xã hội
Từ 8/1994 - 9/1996: Chuyên viên – Vụ Bảo hộ Lao động – Bộ Lao động, Thương binh và Xã hội.

### Bộ Kế hoạch và Đầu tư
Từ 10/1996 - 12/2001: Chuyên viên - Vụ Kinh tế Đối ngoại, Bộ Kế hoạch và Đầu tư.
Từ 1/2002 - 12/2006: Chuyên viên - Vụ Kinh tế Công nghiệp, Bộ Kế hoạch và Đầu tư.
Từ 1/2007 - 10/2009: Phó Văn phòng Bộ Kế hoạch và Đầu tư, Thư ký Bộ trưởng Võ Hồng Phúc.
Từ 11/2009 - 3/2011: Vụ trưởng Vụ Khoa học, Giáo dục và Tài nguyên Môi trường, Bộ Kế hoạch và Đầu tư.
Từ 4/2011 - 3/2014: Vụ trưởng Vụ Kinh tế địa phương và vùng lãnh thổ, Bộ Kế hoạch và Đầu tư.

### Ủy ban nhân dân tỉnh Quảng Ninh
Sáng ngày 31/3/2014, phiên họp thứ 13 Hội đồng nhân dân tỉnh Quảng Ninh đã bầu ông Lê Quang Tùng giữ chức Phó Chủ tịch Ủy ban nhân dân tỉnh Quảng Ninh nhiệm kỳ 2011 - 2016, với số phiếu ủng hộ đạt 92,9%.
Ngày 26/1/2016, tại Đại hội Đại biểu toàn quốc lần thứ XII của Đảng, Lê Quang Tùng trúng cử Ủy viên dự khuyết Ban Chấp hành Trung ương Đảng Cộng sản Việt Nam khóa XII.
Ngày 16/6/2016, tại kỳ họp thứ nhất Hội đồng nhân dân tỉnh Quảng Ninh khóa XIII, nhiệm kỳ 2016 – 2021 đã bầu Lê Quang Tùng tiếp tục giữ chức Phó Chủ tịch Ủy ban nhân dân tỉnh.

### Bộ Văn hóa, Thể thao và Du lịch
Ngày 07/07/2018, tại Quyết định số 827/QĐ-TTg, Thủ tướng bổ nhiệm ông giữ chức Thứ trưởng Bộ Văn hóa, Thể thao và Du lịch.

### Bí thư Tỉnh ủy Quảng Trị
Ngày 23/07/2020, Bộ Chính trị có quyết định phân công ông tham gia Ban Chấp hành, Ban Thường vụ và giữ chức vụ Bí thư Tỉnh ủy Quảng Trị thay ông Nguyễn Văn Hùng làm Thứ trưởng Bộ Văn hóa, Thể thao và Du lịch.

### Tổng Thư ký Quốc hội, Chủ nhiệm Văn phòng Quốc hội
Ngày 28/11/2024, tại Kỳ họp thứ tám, Quốc hội Khóa XV, Quốc hội thông qua Nghị quyết bầu Ủy viên Ủy ban Thường vụ Quốc hội, Tổng Thư ký Quốc hội Khóa XV đối với ông Lê Quang Tùng.
Cùng ngày, Ủy ban Thường vụ Quốc hội đã họp và bầu ông Lê Quang Tùng giữ chức danh Chủ nhiệm Văn phòng Quốc hội và Chánh Văn phòng Đảng đoàn Quốc hội với số phiếu tuyệt đối.